# Henri de Turenne
Henri de la Tour d’Auvergne, wicehrabia Turenne, w literaturze polskiej zwany Tureniuszem (ur. 11 września 1611 w Sedanie, zm. 27 lipca 1675 w Sasbach w Badanii-Wirtembergii) – francuski wojskowy z czasów Ludwika XIV, marszałek Francji.

## Młodość
Tureniusz był drugim synem Henryka de La Tour d’Auvergne, księcia Sedanu i Elżbiety, córki Wilhelma Cichego. Wykształcenie pobierał w szkołach protestanckich. W wieku 14 lat wyjechał do Holandii, aby studiować sztukę wojenną u boku swojego wuja Maurycego Orańskiego. Podczas wojny o niepodległość Niderlandów służył jako żołnierz w gwardii książęcej. Wyróżnił się szczególnie w bitwie pod Hertogenbosch w 1629 roku.
W roku 1630 wstąpił do armii francuskiej i z rąk kardynała Richelieu otrzymał awans na pułkownika piechoty. Nie przeszkadzało mu to służyć z przerwami w Holandii, sprzymierzonej wówczas z Francją.
Chrzest bojowy w armii francuskiej Turenne przeszedł w roku 1634 pod komendą marszałka La Force’a, podczas oblężenia La Motte w Lotaryngii. W uznaniu brawurowej odwagi w natarciu został awansowany na stopień maréchal de camp (odpowiednik generała-majora). W roku 1637 brał udział w kampanii we Flandrii i zdobyciu Landrecies 26 lipca. W końcu roku 1638 służył pod rozkazami Bernarda Weimarskiego dowodząc m.in. atakiem na Breisach.

## Sława
Podczas walk we Włoszech objął na polecenie Richelieu komendę oddziałów, które dostarczyły posiłki dla oblężonego Turynu. W roku 1642 brał udział w zdobyciu Roussillon zajętego przez Hiszpanów. Choć jego wierność religii protestanckiej stanęła na drodze dalszych awansów, sława Turenne’a rosła, do czego w znacznej mierze przyczyniły się sukcesy w kampanii włoskiej, a przede wszystkim udział w walkach w wojnie trzydziestoletniej.
Turenne uczestniczył w walkach nad Renem, gdzie w zastępstwie schorowanego księcia d’Enghien (przyszłego Kondeusza Wielkiego) dowodził praktycznie całą armią francuską. Udało się mu tam m.in. doprowadzić do zdobycia Trewiru. W roku 1646 wykonał manewr taktyczny, dzięki któremu wojska austriackie zostały oddzielone od bawarskich, co zmusiło Maksymiliana I, władcę Bawarii do zawarcia pokoju 14 marca 1647 roku. W roku 1648 przeprowadził wraz ze Szwedami błyskotliwą kampanię, którą zakończył marsz na Zusmarshausen (17 maja). Po zwycięskiej bitwie jego wojska pustoszyły jeszcze jakiś czas Bawarię, do czasu wynegocjowania zawieszenia broni.

## Fronda
Zawarty w roku 1648 pokój westfalski nie zakończył kariery wojskowej Turenne’a. W latach 1648–1653 we Francji doszło do tzw. Frondy, buntu części arystokracji rodowej i mieszczaństwa francuskiego przeciw nadużywaniu władzy przez kardynała Mazariniego i Ludwika XIV. Ponieważ armia Turenne’a odmówiła mu posłuszeństwa, uciekł on do Flandrii, będącej we władaniu Hiszpanów, gdzie pozostawał aż do podpisania w marcu 1649 roku tzw. traktatu z Rueil, kończącego pierwszą fazę Frondy.
Faza druga rozpoczęła się wraz z aresztowaniem w styczniu 1650 roku Kondeusza i jego towarzyszy. Turenne’owi udało się uciec przed aresztowaniem i w kolejnych zawirowaniach politycznych stawał raz po stronie króla, raz po stronie frondystów, ostatecznie jednak wybierając monarchę. W międzyczasie wywiązała się wojna Francji z Hiszpanią, w której po stronie hiszpańskiej walczył Kondeusz. Rywalizację obu wielkich wodzów zakończyła bitwa pod Dunkierką, w której Francuzi wspomagani przez weteranów Cromwella pokonali Hiszpanów.

## Marszałek Francji
Gdy po śmierci kardynała Mazarina w 1661 roku pełnię władzy objął Ludwik XIV, jednym z jego pierwszych rozporządzeń był mianowanie Turrene’a na marszałka generalnego całej armii francuskiej. Turrene zdążył wziąć jeszcze udział w wojnie z Holandią w 1672 roku, gdzie dotarł aż do wrót Amsterdamu – wykorzystanie sukcesu uniemożliwiło otwarcie śluz przez Holendrów i odcięcie wojsk francuskich. Od maja 1674 roku Turrene prowadził działania nad Renem przeciwko wojskom cesarskim i brandenburskim. Pobił armię cesarską pod Sinsheim (16 czerwca 1674), stoczył nierozstrzygniętą bitwę pod Enzheim (4 października 1674), następnie podczas popisowej kampanii zimowej wyrzucił przeważające siły cesarsko-brandenburskie z Alzacji, bijąc je pod Miluzą (29 grudnia 1674) i pod Turckheim (5 stycznia 1675). Niestety, 27 lipca 1675 roku, w bitwie pod Sasbach Turenne zginął od jednego z pierwszych wystrzałów działowych, gdy przygotowywał natarcie na umocnione pozycje wojsk cesarskich.
Ostatnie lata jego życia przyniosły mu szczególna sławę jako nowatora w dziedzinie sztuki wojennej. Podczas swych słynnych kampanii alzackich Turenne unikał rozpowszechnionej w tych czasach wojny oblężniczej i stosował głównie manewr, zwłaszcza na linie komunikacyjne przeciwnika, które od czasu wprowadzenia magazynowego systemu zaopatrywania wojsk nabrały decydującego znaczenia. W czasie rozgrywanych przez siebie bitew niemal zawsze stosował manewr w postaci głębokiego obejścia umocnionych, wspartych o przeszkodę naturalną pozycji nieprzyjaciela, których nie można było zdobyć natarciem czołowym. Oba typy manewru były w jego czasach nowością i w pełni rozwinęły się dopiero w XVIII wieku w system zagrożeń i demonstracji. Ideałem stała się wówczas wojna bez bitwy. Nie znaczy to jednak, że Turenne unikał bitew – wręcz przeciwnie, Turenne dążył do bitwy, ale w dogodnych warunkach uzyskanych dzięki manewrowi.
Pochowany w Dôme des Invalides.